# Amir Rrahmani
Amir Kadri Rrahmani (født 24. februar 1994) er en kosovo-albansk professionel fodboldspiller, som spiller for Serie A-klubben Napoli og Kosovos landshold.

## Klubkarriere

### Tidlige karriere
Rrahmani begyndte sin karriere i hjemlandet med KF Drenica, hvor han gjorde sin førsteholdsdebut i 2011. Han skiftede i juli 2013 til albanske Partizani Tirana.

### Klubber i Kroatien
Rrahmani skiftede i juni 2015 til kroatiske RNK Split. Efter en enkelt sæson der skiftede han til Dinamo Zagreb i august 2016, og blev her med det samme udlejet til NK Lokomotiva for 2016-17 sæsonen.
Efter at have vendte tilbage for lån spillede han to sæsoner for Dinamo Zagreb, begge hovedsageligt som rotationsspiller.

### Hellas Verona
Rrahmani havde tiltrukket interesse fra flere klubber i Europa, herunder Celtic og Standard Liège, men han endte i juni 2019 at skifte til Hellas Verona.

### Napoli

#### Skifte og leje tilbage
Rrahmani skiftede i januar 2020 til Napoli på en fast aftale. Som del af aftalen ville han blive lejet tilbage til Hellas Verona for resten af sæsonen.

#### Napoli-karriere
Rrahmani gjorde sin debut for Napoli i august 2020 efter lejeaftalen var udløbet.

## Landsholdskarriere
Før 2016 kunne spillere repræsentere både Albanien og Kosovo, i det at Kosovo ikke var et UEFA-medlem. Efter at Kosovo i 2016 blev medlem, måtte spillere vælge for hvem de ville spille for. Rrahmani valgte her Kosovo.

### Albanien
Rrahmani har repræsenteret Albanien på U/21-niveau. Han gjorde sin debut for Albaniens landshold den 8. juni 2014.

### Kosovo
Rrahmani debuterede for Kosovos landshold den 25. maj 2014.